# Stellerita
La stellerita es un mineral de la clase de los tectosilicatos, y dentro de esta pertenece al llamado “grupo de las zeolitas”. Fue descubierta en 1909 en las islas del Comandante, en el krai de Kamchatka (Rusia), siendo nombrada así en honor de Georg Steller, explorador alemán de estas islas.

## Características químicas
Es un aluminosilicato hidratado de calcio. El grupo de las zeolitas al que pertenece son todos aluminosilicatos con tetraedros unidos por los vértices. químicamente es similar a la estilbita-Ca.
Además de los elementos de su fórmula, suele llevar como impurezas: hierro, manganeso, magnesio, estroncio, bario, sodio y potasio.

## Formación y yacimientos
Aparece rellenando cavidades y recubriendo superficies de fractura en rocas volcánicas tipo diabasa, alteradas por soluciones hidrotermales. 
Suele encontrarse asociado a otros minerales como: otras zeolitas, prehnita o tridimita.